# Canton de Lisieux-3
Le canton de Lisieux-3 est une ancienne division administrative française située dans le département du Calvados et la région Basse-Normandie.

## Géographie
Ce canton était organisé autour de Lisieux dans l'arrondissement de Lisieux. Son altitude variait de 27 m (Le Mesnil-Simon) à 182 m (Saint-Germain-de-Livet) pour une altitude moyenne de 118 m.

## Histoire
Le canton est créé le 31 janvier 1985 par le décret n°85-144.
Ce canton comprenait à la base les communes de La Boissière, Crèvecoeur-en-Auge, La Houblonnière, Lécaude, Lessard-et-le-Chêne, Le Mesnil-Eudes, Le Mesnil-Simon, Les Monceaux, Monteille, Notre-Dame-de-Livaye, Le Pré-d'Auge, Prêtreville, Saint-Désir, Saint-Germain-de-Livet, Saint-Jean-de-Livet, Saint-Laurent-du-Mont, Saint-Loup-de-Fribois, Saint-Pierre-des-Ifs ainsi qu'une portion du territoire de la ville de Lisieux.
Une décision du Conseil d'Etat (n°66608) annulera le décret 85-144 ci-dessus la même année (le 23 octobre 1985) et donc la création du canton de Lisieux-3.
Le 27 janvier 1991, le décret 91-210 recrée le canton de Lisieux-3. Celui-ci est composé des communes de La Boissière, La Houblonnière, Lessard-et-le-Chêne, Le Mesnil-Eudes, Le Mesnil-Simon, Les Monceaux, Le Pré-d'Auge, Prêtreville, Saint-Désir, Saint-Germain-de-Livet, Saint-Jean-de-Livet et Saint-Pierre-des-Ifs ainsi qu'une portion du territoire de la ville de Lisieux.

## Représentation
| Période | Période          | Identité              | Étiquette   | Qualité |
| ------- | ---------------- | --------------------- | ----------- | --- |
| 1985    | 2004             | André Fanton          | RPR         | Avocat, député (1958-1962, 1967-1978, 1986-1988 et 1993-1997), conseiller municipal de Lisieux, ancien secrétaire d'État (1969-1972) |
| 2004    | 2011             | Brigitte Comet-Chérel | PS puis PRG | Infirmière-anesthésiste, maire de Saint-Germain-de-Livet (2008-2014)                                                                 |
| 2011    | 2014 (démission) | Éric Lehéricy         | UMP         | Cadre supérieur du secteur privé, ancien adjoint au maire de Lisieux                                                                 |
| 2014    | 2015             | Sylvie Grandin        | UDI         | Infirmière libérale, adjointe au maire de Beuvillers                                                                                 |

Le canton participait à l'élection du député de la troisième circonscription du Calvados.

## Composition

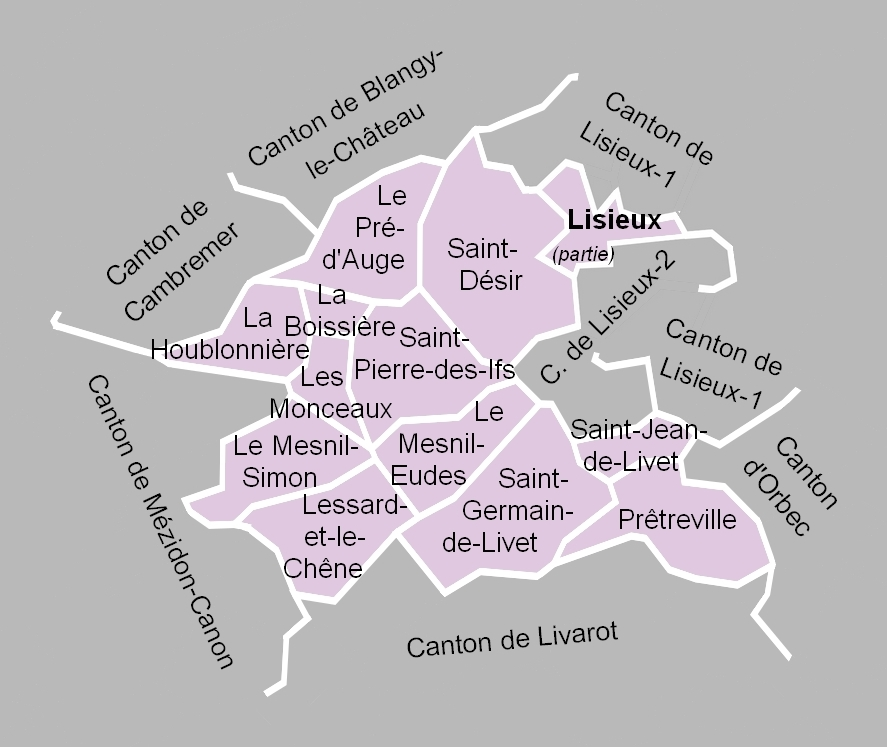
La carte des communes du canton. Les cantons limitrophes étaient ceux de Cambremer, de Blangy-le-Château, de Lisieux-1, de Lisieux-2, d'Orbec, de Livarot et de Mézidon-Canon.

Le canton de Lisieux-3 comptait 13 125 habitants en 2012 (population municipale) et se composait d’une fraction de la commune de Lisieux et de douze autres communes :
- La Boissière ;
- La Houblonnière ;
- Lessard-et-le-Chêne ;
- Lisieux (fraction) ;
- Le Mesnil-Eudes ;
- Le Mesnil-Simon ;
- Les Monceaux ;
- Le Pré-d'Auge ;
- Prêtreville ;
- Saint-Désir ;
- Saint-Germain-de-Livet ;
- Saint-Jean-de-Livet ;
- Saint-Pierre-des-Ifs.

À la suite du redécoupage des cantons pour 2015, toutes les communes à l'exception de Lisieux sont rattachées au nouveau canton de Mézidon-Canon. Lisieux est entièrement intégré au nouveau canton de Lisieux.

### Anciennes communes
Les anciennes communes suivantes étaient incluses dans le canton de Lisieux-3 :
- Le Chêne-en-Auge, absorbée avant 1806 par Lessard. La commune prend le nom de Lessard-et-le-Chêne.
- La Motte, absorbée en 1841 par Saint-Pierre-des-Ifs.

## Démographie
| 1999   | 2006   | 2011   | 2012   |
| ------ | ------ | ------ | ------ |
| 12 419 | 12 851 | 13 059 | 13 125 |